# Yaguacua
Yaguacua is een plaats in het departement Tarija, Bolivia. Het is naar aantal inwoners de zevende grootste plaats van de gemeente Yacuíba, gelegen in de Gran Chaco provincie. 

## Bevolking
| Jaar | Populatie |
| ---- | --------- |
| 1992 | -         |
| 2001 | 837       |
| 2012 | 1.323     |